# Relitti di Sant'Andrea
I relitti di Sant'Andrea consistono in due distinte navi onerariae romane naufragate presso il Capo di Sant'Andrea, sulla costa nord-occidentale dell'isola d'Elba.

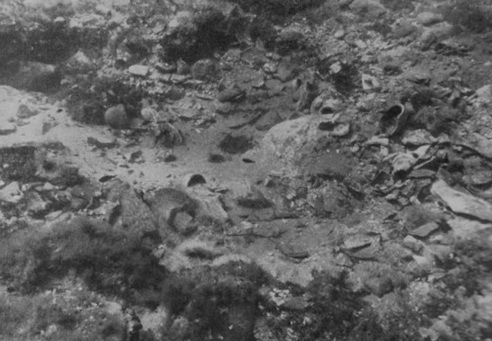
Il Relitto A al momento della scoperta (1958), fotografato da Alessandro Pederzini

## Relitto A
Localizzato presso il promontorio di Sant'Andrea a soli 10 metri di profondità, fu casualmente scoperto il 26 luglio 1958 dal sub Idelmino Callegaro, membro del Centro sperimentale di archeologia subacquea di Albenga, durante i Campionati nazionali di Pesca Subacquea. Nello scavo, avvenuto dal 30 maggio al 6 giugno 1959 e presieduto dall'archeologo Giorgio Monaco con la collaborazione dei sommozzatori Franco Giambertoni, Aldo Grillantini, Renzo Ferrandi e Alessandro Pederzini, venne utilizzato per la prima volta in Italia un tubo aspiratore sottomarino (sorbona) da 250 mm per rimuovere la sabbia dal relitto. Per lo scavo fu utilizzato il rimorchiatore Piombino, pilotato dal comandante Uber Avanzi. La piccola imbarcazione, lunga circa 8 metri, conteneva un limitato numero di anfore vinarie di forma Dressel 1B (50 a.C.) alcune delle quali con la lettera R incisa prima della cottura e sigillate con opercoli in pozzolana recanti le sigle M.FVR.VIN e C.VIBIVS M., insieme ad oggetti di dotazione della nave: una piccola macina in pietra lavica, due piccole anfore a fondo piatto e alcuni manufatti in bronzo tra cui un secchio e una maniglia mobile con estremità a forma di alabarda.
Il relitto era in pessimo stato di conservazione, a causa delle impetuose correnti sottomarine che caratterizzano il promontorio di Sant'Andrea.

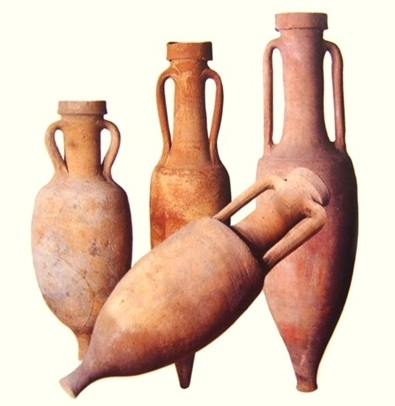
Anfore vinarie dal Relitto B. L'anfora sull'estrema destra (Dressel 1B) era ancora piena di vino (Museo archeologico di Portoferraio)

## Relitto B
Il relitto giace al largo del promontorio su fondale fangoso alla profondità di 47 m ed è datato al 125-100 a.C. Scoperto nel 1969, fu scavato dai sommozzatori inglesi della RAF Laarbruch Subaqua Club, in collaborazione con l'Ispettore onorario Gino Brambilla nelle campagne di scavo 1972 e 1973. La nave conteneva anfore vinarie di varia forma (Dressel 1A, 1C, Greco italiche/Lamboglia 2) con graffiti numerali riferibili alla capienza espressa in sextarii, insieme a vasellame a vernice nera di origine campana (olpai con beccuccio, patere), ed acromo (un'olpe, un lagynos e un'anforetta). Un'anfora del carico (di forma Dressel 1A) era ancora sigillata dall'opercolo in pozzolana e conteneva al suo interno l'originario vino.
I materiali provenienti dai due relitti sono conservati presso il Museo civico archeologico di Portoferraio e in parte presso il Museo civico archeologico di Marciana.